# 藤原広業
藤原 広業（ふじわら の ひろなり）は、平安時代中期の公卿・漢詩人。藤原北家真夏流、参議・藤原有国の次男。官位は従三位・参議。儒家の大福寺流の祖。

## 経歴
一条朝の長徳2年（996年）正月に昇殿を聴される。同年12月に文章生に補されると、長徳3年（997年）文章得業生となり、長徳4年（998年）弱冠22歳にして対策に及第する。式部少丞を経て、長保2年（1000年）従五位下・筑後権守に叙任される。
長保5年（1003年）五位蔵人、長保6年（1004年）右少弁と一条天皇の身近に仕える一方で、寛弘4年（1007年）東宮学士を兼ね、皇太子・居貞親王にも仕える。この間、寛弘2年（1005年）従五位上、寛弘4年（1007年）正五位下と順調に昇進し、寛弘5年（1008年）には文章博士も兼帯した。五位蔵人を務めていた寛弘3年（1006年）には同僚の藤原定佐との間で乱闘事件が発生、広業は顔を打たれて負傷し、定佐は1ヶ月間殿上から除籍されている。寛弘6年（1009年）には右少弁から伊予介に転じ、受領として同国へ赴任した。
寛弘8年（1011年）正月に従四位下に叙されると、同年10月には居貞親王の即位（三条天皇）に伴って、東宮学士の功労として広業は二階昇進して正四位下に叙されるなど、1年間で四階という急速な昇進を果たす。寛弘9年（1012年）には式部大輔に任ぜられ、文人官僚のトップの座に就いている。
長和2年（1013年）広業は伊予介の任期を終え、翌長和3年（1014年）正月に受領功過定が行われるが、権中納言・藤原行成から伊予国における敦康親王の封25戸の封物の納入不足を理由に、広業の合格に異議を唱えられる。これにより決定は10月まで伸びるが、広業による左大臣・藤原道長をはじめとして有力公卿への運動もあって、行成の意見は採り上げられず、広業は合格を果たしている。道長が広業を擁護した理由については、同年に予定されていた春宮・敦成親王（道長の外孫）の読書始の博士を、正四位下・式部大輔と文人官僚の筆頭である広業に務めさせたかったためと想定される。しかし、後任の伊予守で三条天皇の立后に関して道長と確執があった藤原為任が不与解由状の不提出という挙に出たことから、広業は本任放還とならず、博士を担うことが不可能となった。結局、博士は五位の東宮学士・大江挙周が務めることになり、道長は為任を深く恨んだという。
長和5年（1016年）播磨守として再び地方官に転じるが、在任中の寛仁2年（1018年）に藤原道長の随身である右近衛府生の下毛野公忠や、右近衛番長の下毛野光武・播磨貞安らに無礼を受ける。その後、道長はこの三人を懲戒した。寛仁3年（1019年）再び東宮学士となり、春宮・敦良親王に仕えている。
寛仁4年（1020年）正四位上・参議に叙任され公卿に列す。治安4年（1024年）新元号の万寿を撰進し、同年12月従三位に至る。万寿4年（1027年）藤原道長と藤原行成が同日に没した際、後一条天皇に対して道長の薨請を行おうとした関白・藤原頼通は、行成も加えて奏するように進言した大外記・清原頼隆を勘当してしまったが、これに関して広業の讒言があったともされる。
長元元年（1028年）4月12日薨去。享年53。最終官位は参議従三位勘解由長官。

## 人物
早くから大学に入り文章生に補されるなど紀伝道に通じ、文章博士も務めた。
度々披講し、長保元年（999年）頃に盛んに行われた作文会に参会し、題を献上していることが記録に見える。文・詩は『本朝文粋』『本朝麗藻』『類聚句題抄』などに残っている。

## 官歴
『公卿補任』による。
- 長徳2年（996年） 正月10日：昇殿。12月6日：文章生（字藤琳。沢加時雨）
- 長徳3年（997年） 正月8日：六位蔵人。12月29日：秀才
- 長徳4年（998年） 10月23日：近江権大掾。12月26日：課試及第
- 長保元年（999年） 正月30日：式部少丞
- 長保2年（1000年） 正月24日：従五位下（蔵人）、筑後権守
- 長保3年（1001年） 8月25日：勘解由次官
- 長保4年（1002年） 正月30日：昇殿
- 長保5年（1003年） 正月8日：五位蔵人。正月30日：民部権少輔
- 長保6年（1004年） 6月17日：右少弁
- 寛弘2年（1005年） 正月5日：従五位上（策労）
- 寛弘4年（1007年） 正月20日：正五位下（造宮行事）。9月28日：兼東宮学士（東宮・居貞親王）
- 寛弘5年（1008年） 正月28日：兼備後権介。10月30日：兼文章博士
- 寛弘6年（1009年） 正月28日：兼左衛門佐。3月20日：辞文章博士。6月：辞左衛門佐（依病）。10月1日：次侍従
- 寛弘7年（1010年） 2月16日：兼伊予介（受領）、止弁、学士如元
- 寛弘8年（1011年） 正月5日：従四位下（策労）。6月13日：止春宮学士（踐祚日）。7月11日：服解（父）。10月16日：正四位下（二階、御即位日、前坊学士労）。12月25日：復任
- 寛弘9年（1012年） 正月27日：左京大夫、介如元。10月28日：式部大輔、介如元
- 長和5年（1016年） 正月12日：播磨守、大輔如元
- 寛仁3年（1019年） 8月9日：兼東宮学士（春宮・敦良親王）
- 寛仁4年（1020年） 正月5日：正四位上（造宮追賞）。11月29日：参議、式部大輔如元。
- 寛仁5年（1021年） 正月24日：兼伊予権守
- 治安3年（1023年） 12月15日：辞式部大輔
- 治安4年（1024年） 正月：止伊予権守。12月28日：従三位（松尾北野行幸行事賞）
- 万寿3年（1026年） 2月7日：兼播磨権守
- 万寿5年（1028年） 2月19日：兼勘解由長官。4月12日：薨去（参議従三位勘解由長官）

## 系譜
主に『尊卑分脈』による
- 父：藤原有国
- 母：越前守斯成の娘[12]または藤原義友の娘[13] - 治安元年（1021年）4月没[14]
- 妻：安部信行の娘
  - 男子：藤原家経（992-1058）
- 妻：越前守高近（姓不明）の娘
  - 男子：藤原家貞（?-?）
- 妻：藤原遠度の娘
  - 男子：広算（1014-1080）
    - 号：理智房。天台宗。延暦寺、無動寺。慶命入室。康平3年（1060年）12月27日、権律師。治暦元年（1065年）12月30日、権少僧都。承保元年（1074年）12月27日、権大僧都。4年（1077年）2月26日、法印。承暦4年6月20日（1080年7月9日）、東三条殿壇所で頓滅。[15]
- 生母不明の子女
  - 女子：藤原兼綱妾

子孫は大福寺流を称し、弟の藤原資業の子孫である日野流と並んで儒家の中では最も家格が高かった。